# 霍尼亞基夫
50°26′55″N 26°47′24″E / 50.44861°N 26.79000°E
霍尼亞基夫（烏克蘭語：Хоняків），是烏克蘭西部的村莊，隸屬赫梅利尼茨基州的舍佩蒂夫卡區。該村面積1.39平方公里，海拔高度230米，2001年人口278，人口密度每平方公里200人。